# Sunset Riders

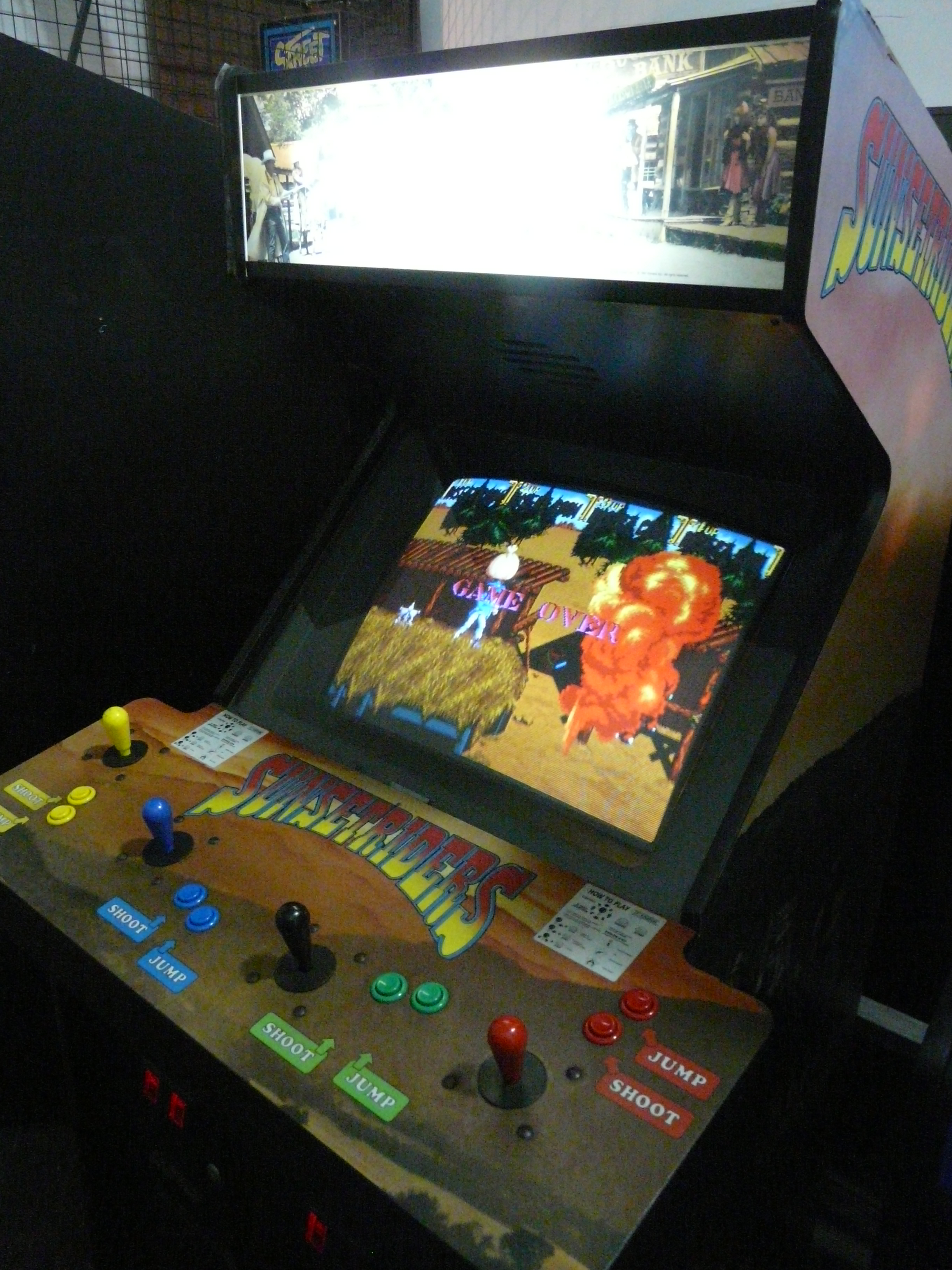
Borne d'arcade de Sunset Riders

Sunset Riders est un jeu vidéo d'action de type shoot'em up développé et édité par Konami, sorti en 1991 sur borne d'arcade. Il a été converti sur Mega Drive en 1992 et sur Super Nintendo en 1993.

## Système de jeu
Sunset Riders se présente sous la forme d'un jeu de run'n'shoot classique. À l'instar de Metal Slug, le joueur dirige un personnage et tire à l'aide de la croix directionnelle (ou du stick Arcade suivant le support). Les touches de saut, slide (le personnage glisse sur le sol) et tir sont configurables.
Les personnages ont tous la même vitesse et ne peuvent aucunement courir. Le joueur peut cependant descendre d'un endroit surélevé ou monter en hauteur à l'aide de Saut + Bas ou Saut + Haut (respectivement).
Il existe divers types d'ennemis, sachant que chacun (le personnage compris) meurt d'une seule balle. Les Boss sont plus résistants et leur vie est définie par la couleur de leur peau (lorsqu'ils deviennent rouge et clignotent, cela signifie qu'ils vont bientôt mourir). En outre, des bonus sont récupérables, permettant d'augmenter la vitesse de tir, le nombre de balles.
Les versions Arcade et Super Nintendo comportent huit niveaux. Cette dernière mouture conserve quasiment tous les éléments de la version Arcade, à part quelques détails. Quant à la version Mega Drive, de gros changements ont été opérés. Seulement deux personnages sont sélectionnables, à savoir Billy et Cormano. L'aspect graphique a été quelque peu modifié et les niveaux (au nombre de 4) sont divisés en deux sous-parties : atteindre une femme de milieu de niveau avant de continuer et d'arriver au boss de fin.
Version Arcade/Super Nintendo : le jeu commence dans une ville du FarWest où il vous faut abattre Simon Greedwell, un riche banquier corrompu. Le second combat vous oppose au pilleur de train Hawkeye Hank Hatfield, après une course-poursuite avec un train de marchandises. Le troisième  niveau est une ville qu'il vous faut traverser avant d'atteindre Black Horse, un puissant cavalier. Après cet affrontement, vous êtes propulsé dans un saloon où les frères Smith sèment la pagaille. La seconde partie du jeu s'ouvre sur le duel avec ElGreco, un mexicain qui a pris possession d'un train. Le sixième niveau est composé d'un Canyon apache qu'il faut gravir pour battre le Chef Wigham. Dans la version SNES, les indiens de la version Arcade ont été remplacés par des ennemis normaux. PacoLoco garde la forteresse du septième niveau qui vous mène ensuite au combat contre Sir Richard Rose.
Version Mega Drive : elle ne comporte que 4 niveaux similaires aux opus Arcade et Super Nintendo. La première ville de Simon Greedwell est conservée, tout comme le train de PacoLoco. De plus, les niveaux bonus (habituellement des entraînements au tir), deviennent des poursuites de diligences, vous permettant de récupérer de nombreux items et points. Cependant, le niveau Apache reste inchangé, les Indiens étant toujours vos ennemis. Le dernier niveau est la forteresse de Sir Richard, un peu modifié puisque la première partie est celle de PacoLoco et la seconde partie est plus "horizontale" que dans les autres moutures où cela restait une ascension.